# Jerónimo Domín Funes
Jerónimo Domín Funes (Calatayud, Espanha, 9 de janeiro de 1576 — Gaeta, Itália, 23 de abril de 1650) foi um prelado da Igreja Católica que serviu como bispo de Gaeta de 1636 até a sua morte.

## Biografia
Jerónimo Domín Funes nasceu em Calatayud, Espanha e foi ordenado sacerdote na Ordem de Nossa Senhora do Carmo.
Em 30 de dezembro de 1636, foi selecionado bispo de Gaeta e confirmado pelo Papa Urbano VIII em 14 de dezembro de 1637.
Em 21 de dezembro de 1637, foi consagrado bispo por Gil Carrillo de Albornoz, cardeal de Santa Maria em Via, com Diego Requeséns, arcebispo titular de Cartagena, e Biago Proto de Rubeis, arcebispo de Messina, servindo como co-consagradores.
Ele serviu como bispo de Gaeta até sua morte em 23 de abril de 1650. Enquanto bispo, ele foi o principal consagrante de Jacobus Wemmers, bispo titular de Memphis.